# División Intermedia 1933
La División Intermedia 1933, fue la octava edición de este torneo que constituía la segunda categoría en los torneos de Perú en esos años.
En el presente campeonato, se contó con la participación de 18 equipos. Los equipos estaban formados por las ligas de Lima, Rímac y Balnearios. La mayor parte de equipos del Callao de las distintas categorías pasaron a formar parte de la recién creada Liga Provincial de Foot Ball del Callao a excepción de unos pocos clubes (entre ellos Sport Boys que ascendió la temporada pasada). Se otorgó un solo cupo directos para el ascenso a la división de honor.
El club Unión Carbone, campeonó de la liga y ascendió a la máxima división del próximo año.
Mientras tanto, los equipos que terminaron en los tres últimos lugares en el campeonato descendieron a la Segunda División de Lima.

## Equipos participantes
- Unión Carbone - Campeón del torneo y asciende a la división de honor 1934
- Association Alianza (Alianza Cóndor)  - Subcampeón del torneo
- Sport Inca
- Sportivo Uruguay
- Huáscar Barranco
- Unión Lazo
- Peruvian Boys
- Miguel Grau
- Juventud Soledad
- Intelectual Raymondi
- Juventud Perú
- Juventud Gloria
- Unión América
- Porvenir Miraflores
- Sportivo Melgar
- Juventud Chorrillos - Desciende
- Unión Santa Catalina - Desciende
- Obrero Chorrillos - Desciende